# Burning Bridges (Arch-Enemy-Album)
Burning Bridges ist das dritte Studioalbum der schwedischen Melodic-Death-Metal-Band Arch Enemy. Es wurde im Mai 1999 bei Century Media veröffentlicht. Es ist das letzte Album der Band mit dem ersten Sänger Johan Liiva und das erste mit dem Bassisten Sharlee D’Angelo.

## Entstehung
Das Album wurde von Dezember 1998 bis Januar 1999 im schwedischen Studio Fredman aufgenommen. Produzenten waren Fredrik Nordström und Gitarrist Michael Amott. Im Studio Fredman wurde das Album auch abgemischt. Per Wiberg spielte beim Titelsong das Mellotron und einen Konzertflügel. Produzent Nordström spielte die übrigen Keyboards. Das Artwork stammt von Anna Sofi Dahlberg.

## Veröffentlichung
Das Album erschien erstmals am 21. Mai 1999. Als Singleauskopplung wurde vorab am 20. März 1999 der Song The Immortal veröffentlicht.

## Titelliste
Die Musik stammt von Michael Amott und Christopher Amott, außer wo angegeben. Die Texte stammen von Michael Amott, außer wo angegeben.
| Nr.          | Titel           | Text                  | Musik             | Länge |
| ------------ | --------------- | --------------------- | ----------------- | ----- |
| 1.           | The Immortal    | Johan Liiva, M. Amott |                   | 3:43  |
| 2.           | Dead Inside     |                       |                   | 4:13  |
| 3.           | Pilgrim         |                       |                   | 4:33  |
| 4.           | Silverwing      |                       |                   | 4:08  |
| 5.           | Demonic Science |                       |                   | 5:23  |
| 6.           | Seed of Hate    |                       | Christopher Amott | 4:09  |
| 7.           | Angelclaw       |                       |                   | 4:06  |
| 8.           | Burning Bridges |                       | Michael Amott     | 5:31  |
| Gesamtlänge: | Gesamtlänge:    | Gesamtlänge:          | Gesamtlänge:      | 35:12 |

| Nr. | Titel                          | Text         | Musik                 | Länge |
| --- | ------------------------------ | ------------ | --------------------- | ----- |
| 9.  | Scream of Anger (Europe-Cover) | Joey Tempest | Marcel Jacob, Tempest | 3:50  |
| 10. | Fields of Desolation '99       | Liiva        | C. Amott, M. Amott    | 6:02  |

| Nr. | Titel         | Text         | Musik                       | Länge |
| --- | ------------- | ------------ | --------------------------- | ----- |
| 9.  | Diva Satanica | M. Amott     | C. Amott, M. Amott          | 3:46  |
| 10. | Hydra         | Instrumental | C. Amott, Fredrik Nordström | 0:57  |

| Nr. | Titel                                                                                                 | Text            | Musik              | Länge |
| --- | --- | --------------- | ------------------ | ----- |
| 9.  | Fields of Desolation ’99 (von A Collection of Rare & Unreleased Songs from the Arch Enemy Vault)      | Liiva           | C. Amott, M. Amott | 6:02  |
| 10. | Star Breaker (von A Collection of Rare & Unreleased Songs from the Arch Enemy Vault)                  |                 |                    | 3:27  |
| 11. | Aces High (Iron-Maiden-Cover; von A Collection of Rare & Unreleased Songs from the Arch Enemy Vault)  | Steve Harris    | Harris             | 4:26  |
| 12. | Scream of Anger (Europe-Cover; von A Collection of Rare & Unreleased Songs from the Arch Enemy Vault) | Tempest         | Jacob, Tempest     | 3:50  |
| 13. | The Immortal (von Burning Japan Live 1999)                                                            | Liiva, M. Amott | C. Amott, M. Amott | 3:55  |
| 14. | Dead Inside (von Burning Japan Live 1999)                                                             | M. Amott        | C. Amott, M. Amott | 4:35  |
| 15. | Pilgrim (von Burning Japan Live 1999)                                                                 | M. Amott        | C. Amott, M. Amott | 4:34  |
| 16. | Silverwing (von Burning Japan Live 1999)                                                              | M. Amott        | C. Amott, M. Amott | 4:16  |
| 17. | Angelclaw (von Burning Japan Live 1999)                                                               | M. Amott        | C. Amott, M. Amott | 4:39  |

## Rezeption
Steve Huey von Allmusic lobte das Album für „... having honed a potent blend of classic-style death metal, melodic twin-guitar leads à la the new wave of British heavy metal, touches of prog metal and of grindcore courtesy of later Carcass or Napalm Death, and just plain solid riff writing. Burning Bridges, their third effort, consolidates the gains made on its predecessor Stigmata, establishing Arch Enemy as a dependable force and one of the better bands working death metal territory as the '90s drew to a close.“ Die Bewertung lag bei vier von fünf Sternen.